# Behiç Ak
 (décembre 2024).
La mise en forme du texte ne suit pas les recommandations de Wikipédia : il faut le « wikifier ».
Les points d'amélioration suivants sont les cas les plus fréquents. Le détail des points à revoir est peut-être précisé sur la page de discussion.
- Les titres sont pré-formatés par le logiciel. Ils ne sont ni en capitales, ni en gras.
- Le texte ne doit pas être écrit en capitales (les noms de famille non plus), ni en gras, ni en italique, ni en « petit »…
- Le gras n'est utilisé que pour surligner le titre de l'article dans l'introduction, une seule fois.
- L'italique est rarement utilisé : mots en langue étrangère, titres d'œuvres, noms de bateaux, etc.
- Les citations ne sont pas en italique mais en corps de texte normal. Elles sont entourées par des guillemets français : « et ».
- Les listes à puces sont à éviter, des paragraphes rédigés étant largement préférés. Les tableaux sont à réserver à la présentation de données structurées (résultats, etc.).
- Les appels de note de bas de page (petits chiffres en exposant, introduits par l'outil «  Source ») sont à placer entre la fin de phrase et le point final[comme ça].
- Les liens internes (vers d'autres articles de Wikipédia) sont à choisir avec parcimonie. Créez des liens vers des articles approfondissant le sujet. Les termes génériques sans rapport avec le sujet sont à éviter, ainsi que les répétitions de liens vers un même terme.
- Les liens externes sont à placer uniquement dans une section « Liens externes », à la fin de l'article. Ces liens sont à choisir avec parcimonie suivant les règles définies. Si un lien sert de source à l'article, son insertion dans le texte est à faire par les notes de bas de page.
- La présentation des références doit suivre les conventions bibliographiques. Il est recommandé d'utiliser les modèles {{Ouvrage}}, {{Chapitre}}, {{Article}}, {{Lien web}} et/ou {{Bibliographie}}. Le mode d'édition visuel peut mettre en forme automatiquement les références.
- Insérer une infobox (cadre d'informations à droite) n'est pas obligatoire pour parachever la mise en page.

Pour une aide détaillée, merci de consulter Aide:Wikification.
Si vous pensez que ces points ont été résolus, vous pouvez retirer ce bandeau et améliorer la mise en forme d'un autre article.
 (avril 2025).
Behiç Ak, né le 1er janvier 1956 à Samsun en Turquie, est un dessinateur et architecte turc.

## Biographie
Behiç Ak est né le 1er janvier 1956 à Samsun. Son nom complet est Ahmet Behiç Ak. Après avoir obtenu son diplôme du lycée Haydarpaşa, il a commencé à étudier à l'Université technique de Yıldız, Faculté d'architecture. Cependant, il a ensuite été transféré à l’Université technique d’Istanbul et en a obtenu son diplôme. Après avoir travaillé quelque temps comme architecte, il s'oriente vers le dessin animé qu'il affectionne beaucoup. Son premier dessin animé a été publié dans l'hebdomadaire humoristique "Akbaba (Vautour)" en 1973. Il dessine des caricatures dans le journal Cumhuriyet depuis 1982. Le nom de sa chronique est "Kim Kime Dum Duma",,.
Behiç Ak a également travaillé comme auteur et illustrateur de livres pour enfants, dramaturge et auteur de films documentaires. Son film documentaire "L'histoire de la censure dans le cinéma turc - Écran noir", qu'il a réalisé en 1994, a remporté la même année le prix du "Meilleur film documentaire" au Festival du film d'Ankara. La pièce de théâtre "Bina (Bâtiment)" a reçu le Prix spécial du ministère de la Culture en 1993 et a été présentée au Théâtre d'État un an plus tard. Il a remporté le prix Cevat Fehmi Başkut avec sa pièce "Ayrılık (Séparation)", mise en scène au Théâtre municipal d'Istanbul en 1996. Il a reçu le prix 2004 de l'Ankara Art Institution. En 2010, il a reçu le prix du meilleur écrivain des X. Lions Theatre Awards avec sa pièce "İki Kere İki (Deux fois deux)". L'auteur, dont la pièce "Fay Hattı (Ligne de faille)" a été mise en scène par le Théâtre Dostlar, a lui-même mis en scène sa pièce "Ayrılık" dans les théâtres municipaux de la municipalité métropolitaine d'Eskişehir en 2006,,.
Il a remporté le prix du roman de littérature pour enfants et jeunes en 2014. L'artiste, lauréat Prix du dessin animé Sedat Simavi en 2016, vit à Istanbul,.

## Source
1. ↑  (en) « biyografya.com »
2. ↑  (tr) « karikaturculerdernegi.com »
3. ↑  (tr) « teis.yesevi.edu.tr »
4. ↑  (tr) « canyayinlari.com »
5. ↑  (tr) « samsun.ktb.gov.tr »
6. ↑  (tr) « behicak.com »
7. ↑  (tr) « iletisim.com.tr »
8. ↑  (tr) « cogem.ankara.edu.tr »